# Broadland (Dakota Południowa)
Broadland – miasto w Stanach Zjednoczonych, w stanie Dakota Południowa, w hrabstwie Beadle.